# Red King
Red King(レッドキング Reddo Kingu) è un kaijū immaginario simile a un dinosauro originariamente apparso nella prima serie di Ultraman.

## Caratteristiche
- Altezza:45 metri.(60 in Ultraman Max)
- Peso:20 000 tonnellate.(40 000 in Ultraman Max)

Il corpo di Red King è simile a quello di un dinosauro teropode di colore giallo, con un collo lungo, una testa simile a quella del Brachiosauro e delle enormi braccia come quelle dei gorilla.
La bocca di Red King è armata di zanne affilate.
Il nome Red King deriva dal fatto che Ultraman doveva originariamente chiamarsi Red Man e che Red King avrebbe dovuto essere il re dei mostri.
Red King divenne uno dei mostri ricorrenti nelle serie del franchise Ultra.
In tutte le sue apparizioni, Red King è caratterizzato come una sorta di bullo prepotente che si diverte a infierire sui suoi avversari.
La mancanza di poteri speciali è compensata dalla sua grande forza fisica.

## Ultraman (1966)
Il primo Red King venne scoperto su una isola remota insieme ad altri mostri, dove un gruppo di scienziati venne sterminato con un solo sopravvissuto. Red King apparve insieme al pipistrello gigante Chandrah.
L'episodio segna anche il debutto di Pigmon, un mostro grande quanto un bambino amichevole nei confronti degli umani, prendendosi cura dello scienziato sopravvissuto.
Red King sconfigge Chandrah strappandogli un'ala a morsi e tirandogli dei massi mentre batteva in ritirata. Successivamente, Red King uccide Pigmon facendogli crollare addosso un mucchio di sassi.
Quando intervenne Ultraman, Red King venne sconfitto senza usare il raggio Specium.
Più tardi nella serie, apparve un altro Red King insieme ad altri due mostri, Dorako e Gigas. Red King uccise Dorako strappandogli le ali. Gigas scappò da Red King per finire ucciso da una bomba speciale della Pattuglia Scientifica. I tre kaiju si erano risvegliati dal passaggio di una cometa e Red King rappresentò un grande pericolo perché aveva ingoiato una bomba atomica. Ultraman riuscì a paralizzare Red King e a tagliarlo in 3 parti con due Ultra Slash, la bomba atomica era rimasta incastrata nella cola di Red King e Ultraman porto la sua testa nello spazio dove la bomba esplose senza far danni.

## The Ultraman (1979)
Red King compare anche nell'anime The Ultraman dove è il mostro più potente dell'impero Baladon.
Red King venne risvegliato quando la Guarnigione Scientifica iniziò ad attaccare un gruppo di kaiju.
Il brutale Red King venne prima confrontato dal mostro Ghostron che venne immediatamente distrutto da una fiammata del suo avversario e dopo un altro mostro del gruppo bombardato dalla Guarnigione, Gokinezura, attaccò Red King, solo per finire ucciso dal sadico dinosauro in pochi attimi. Gli altri kaiju scapparono.
Per salvare i suoi compagni, Hikari si trasformò in Ultraman Jonias, ma Red King si rivelò un nemico formidabile. Jonias ricorse a tutte le sue forze per affrontare Red King.
I tre mostri rimanenti cercarono di aiutare Red King ma vennero eliminati subito dal raggio Planium di Jonias. Approfittando della distruzione dell'Ultraman, Red King tentò di balzargli addosso ma Jonias gli lanciò contro una lama di energia che lo tagliò in due.

## Ultraman 80 (1980)
L'originale Red King ucciso da Ultraman Hayata nel 1966 venne riportato in vita dall'alieno Marjin, un individuo simile a un mago che era rimasto imprigionato dentro a un vaso e liberato da tre bambini che hanno discusso su quale mostro avrebbe dovuto resuscitare Marjin (vengono menzionati Eleking e Woo).
Dopo essere stato resuscitato, Red King devastò il cuore della città ma poi intervenne Ultraman 80 che dopo un breve combattimento, distrusse Red King con il raggio Sakcium.

## Ultraman Powered (1993)
In questa serie ci sono due Red King (una femmina, gialla e un maschio, rosso).
La femmina attaccò Chandorah, Pigmon e la squadra WINR prima di incontrare Ultraman Powered. La Red King chiamò in aiuto il suo compagno e insieme affrontano Powered. Dopo essere stata bombardata dal velivolo della WINR, la femmina scivolò e precipitò in burrone, il che fa cadere in depressione il Red King rosso e Ultraman decide di lasciare in pace quest'ultimo. Il Red King rosso ricompare verso la fine della serie dove viene ucciso da Dorako.

## Ultraman Max (2005)
In Ultraman Max, Red King viene menzionato in una profezia di una antica tribù di Pigmon, descritto come un dio della distruzione. Dopo che una tomba della tribù dei Pigmon, scoperta su un'isola, venne profanata, Red King si sveglia e inizia a scatenarsi. Un Pigmon rimasto in vita mandò i mostri Salamadon e Paragura contro il titanico dinosauro ma Red King li sconfigge entrambi facilmente. Prima che Red King potesse uccidere Pigmon, Ultraman Max apparve e combatté contro Red King, riuscendo a farlo battere in ritirata sottoterra. Più tardi Red King riemerse e attaccò i membri della squadra DASH ma Ultraman Max comparve di nuovo per il secondo round. Dopo una lunga lotta, Ultraman Max capì che se il mostro dovesse esplodere, distruggerebbe l'isola, e allora portò Red King oltre l'atmosfera per poi distruggerlo con il Maximum Cannon.
Più tardi nella serie, Red King riapparve a Tokyo attraverso un portale. Ad averlo portato li è stato l'alieno Shama.
Anche stavolta, Ultraman Max riuscì a battere Red King usando il Max Galaxy.
In questa serie, Red King ha l'abilità di sputare raffiche di sassi.

## Ultraman Mebius (2006)
In questa serie, Red King è materializzato da Gadiba(Una entità gassosa creata da Yapool).
Dopo una battaglia contro la squadra GUYS, Ultraman Mebius venne in aiuto e sconfigge Red King. Ma Gadiba entra nel corpo di Red King e lo trasforma in Gomora.
Il Red King di questa serie può compiere grandi balzi che quasi lo fanno volare.

## Ultra Galaxy Daikaiju Battle (2007)
In questa serie il mostro appare nel bel mezzo di una furiosa lite tra Telesdon (dinosauro con il muso a punta) e Sadora (un dinosauro con chele di ferro), uccidendoli entrambi, per poi attaccare la squadra ZAP tirando addosso al loro veicolo dei massi rivelandosi inoltre immune ai missili atomici. Quando tutto sembra perduto appare però l'alieno umano Rei che lancia contro Red King il mostro Gomora che, dopo una breve battaglia, lo sovraccarica di energia facendolo esplodere.